# 谢尔盖·萨佐诺夫
谢尔盖·德米特里耶维奇·萨佐诺夫（俄语：Сергей Дмитриевич Сазонов，1860年8月10日—1927年12月25日），是俄罗斯帝国外交大臣。斯托雷平之姐夫。1904年至1909年间先后在英国、美国、梵蒂冈任职。1910年10月担任外交大臣。为七月危机的主要当事人之一。1916年7月23日去职。后在法国终老。